# Журавлина подяка

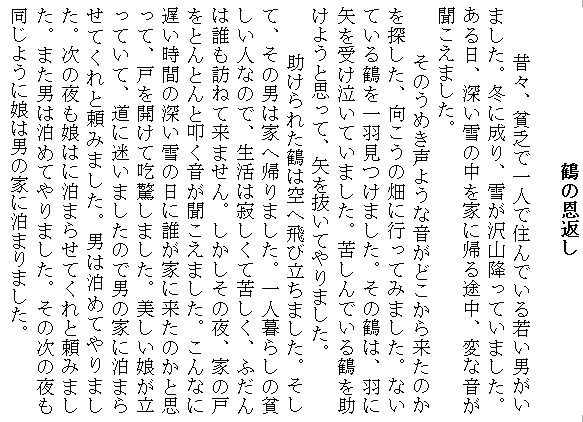
Японська казка «Журавлина подяка», аналог української казки «Кривенька качечка».

Журавли́на подя́ка (яп. 鶴の恩返し, つるのおんがえし) — японська народна казка. Пов'язана із темою табу. Походить з китайських оповідань 8 століття. Розповідає про діда, який врятував журавля з пастки. З часом журавель відвідує діда у вигляді дівчини й намагається віддячити дарунком, який виробляє в потаємній кімнаті дідового дому. Дід, всупереч обіцянці, підглядає за роботою дівчини й бачить, що вона — це врятований ним журавель. Через порушення угоди журавель назавжди покидає діда, не встигаючи подякувати. Залежно від регіону деталі казки міняються. В деяких оповіданнях замість діда зустрічається молодик, або родина діда та баби. Аналог української казки «Кривенька качечка».